# Ryō Satō (Hochspringer)
Ryō Satō (* 21. Juli 1994) ist ein japanischer Hochspringer.

## Sportliche Laufbahn
Erste internationale Erfahrungen sammelte Ryō Satō 2019 bei den Weltmeisterschaften in Doha, bei denen er mit 2,22 m in der Qualifikation ausschied. 

## Persönliche Bestleistungen
- Hochsprung: 2,27 m, 7. Juli 2019 in Białystok
  - Hochsprung (Halle): 2,12 m, 2. Februar 2013 in Osaka